# 퓨린작동성 신호전달
퓨린작동성 신호전달(영어: purinergic signalling)은 아데노신과 같은 퓨린 뉴클레오사이드 및 ATP와 같은 퓨린 뉴클레오타이드에 의해 매개되는 세포 외 신호전달의 한 형태이다. 퓨린작동성 신호전달은 세포 또는 주변 세포에서 퓨린작동성 수용체의 활성화를 수반하여 세포의 기능을 조절한다.
세포의 퓨린작동성 신호전달 복합체는 때때로 "퓨리놈(purinome)"이라고도 불린다.

## 같이 보기
- 퓨린작동성 신호전달 (저널)
- 퓨린 대사